# Deck Computers
Deck Computers este o companie de distribuție de IT din România, înființată în 1992.
Compania distribuie în România produsele de IT ale companiei Samsung.
Cifra de afaceri:
- 2007: 25 milioane euro[2]
- 2005: 23 milioane euro[1]